# Ochraethes picticornis
Ochraethes picticornis là một loài bọ cánh cứng trong họ Cerambycidae.